# Йосиф Русин
Йо́сиф III Ру́син (? — 1534 / після 1534 або 1535) — митрополит Київський, Галицький і всієї Руси.

## Життєпис
До свого постригу у чернецтво був одружений і мав двох синів, які перебували на службі в польського короля. З 1516 року був архієпископом Полоцьким. Деякі літописці називали його неуком та короткозорим.
Піклувався про матеріальне благополуччя й права православних. Відома скарга архієпископа Йосифа, духовенства королю на вітебського воєводу Януша, який порушував стародавні православні звичаї.
На початку 1522 року, після смерті митрополита Київського Йосифа (Солтана), був обраний на митрополію.
1523 року з благословення патріарха Єрусалимського Єремії висвячений на митрополита Київського, Галицького та всієї Руси. З часу обрання Йосифа III на митрополичу кафедру знову почало проявлятися недобре ставлення латинян до Української Православної Церкви. Митрополитові доводилося вести боротьбу як з латинянами, так і зі світською владою, яка дедалі більше втручалася в церковне життя.
12 грудня 1528 року отримав від короля Польщі Сігізмунда І Старого запевнення: князь Костянтин Острозький буде опікуватись майном церкви у випадку його смерті.
Помер на початку 1534 року.